# Забродівська сільська рада (Волинська область)
| Забродівська сільська рада Забродівської сільської територіальної громади (до 2016 року — Забродівська сільська рада Ратнівського району Волинської області) — орган місцевого самоврядування Забродівської сільської територіальної громади Волинської області. Розміщується у с. Заброди. Рада складалася з 31 депутата та голови. Перші вибори депутатів ради громади та сільського голови пройшли 30 квітня 2017 року. Було обрано 26 депутатів — повний склад ради на той час, з них (за суб'єктами висування): самовисування — 9, УКРОП — 6, БПП «Солідарність» — 5, Всеукраїнське об'єднання «Батьківщина» — 4, «Розумна сила» та Аграрна партія України — по 1 депутату. Головою громади обрали позапартійного висування БПП «Солідарність» Миколу Калачука, тодішнього Забродівського сільського голову. В зв'язку з приєднанням до громади території Замшанівської сільської ради, 23 грудня 2018 року відбулись довибори депутатів ради. Було обрано 5 депутатів, всі — представники БПП «Солідарність». Історична дата утворення: в 1947 році. До 15 травня 2017 року — адміністративно-територіальна одиниця у Ратнівському районі Волинської області з підпорядкуванням сіл Заброди, Лучичі, Якушів. |

Рада складалась з 16 депутатів та голови.

### Керівний склад ради
| ПІБ                       | Основні відомості                                                 | Дата обрання | Дата звільнення |
| ------------------------- | ----------------------------------------------------------------- | ------------ | --------------- |
| Калачук Микола Михайлович | Сільський голова, 1955 року народження, освіта, безпартійний      | 26.03.2006   | 31.10.2010      |
| Калачук Микола Михайлович | Сільський голова, 1955 року народження, освіта вища, безпартійний | 31.10.2010   |                 |

Примітка: таблиця складена за даними джерела

## Населення
Згідно з переписом УРСР 1989 року чисельність наявного населення сільської ради становила 2173 особи, з яких 1033 чоловіки та 1140 жінок.
За переписом населення України 2001 року в сільській раді мешкали 2084 особи.

### Мова
Розподіл населення за рідною мовою за даними перепису 2001 року:
| Мова       | Відсоток |
| ---------- | -------- |
| українська | 99,23 %  |
| російська  | 0,57 %   |
| білоруська | 0,19 %   |